# Sai Vanmeer
Het Sai Vanmeer is een van de twee door mensen gemaakte meren op het schiereiland Macau in Macau. Het meer bevindt zich aan de zuidkant van het schiereiland.
Het meer was ooit een baai en afgesloten door opvulling. Sai Van betekent West Baai.
Het meer heeft samen met het andere kunstmatige Nam Vanmeer een oppervlakte van 80 hectare. Het Sai Vanmeer is afgescheiden van het Nam Vanmeer door Avenida Dr Stanley Ho. Vanaf de zuidzijde van het meer loopt er de brug Ponte de Sai Van naar het eiland Taipa.